# Kleptochthonius multispinosus
Kleptochthonius multispinosus är en spindeldjursart som först beskrevs av Clarence Clayton Hoff 1945.  Kleptochthonius multispinosus ingår i släktet Kleptochthonius och familjen käkklokrypare. Inga underarter finns listade i Catalogue of Life.